# Edgardo Parizzia
Edgardo Domingo Parizzia (Santa Fe, Argentina, 24 de noviembre de 1935-ibidem 7 de marzo de 2010) fue un jugador y entrenador de baloncesto de nacionalidad argentina. Tenía una estatura de 1,89 metros y ocupó la posición de alero.

## Carrera
Surgió de Gimnasia (SF) donde debutó en 1952.
Se fue a Unión (SF) en 1953, donde luego volvió a Gimnasia. Representando a Santa Fe tuvo una gran participación en el Campeonato Argentino 1954 realizado en Córdoba donde caerían en la final ante el local por 45-42. Héctor Romagnolo, quien era el entrenador de divisiones inferiores de San Lorenzo lo vio jugar ese torneo y le propuso fichar por el club de Boedo. 
Llegó a San Lorenzo en el año 1955, donde jugaría hasta su retiro en 1967 cosechando 9 títulos en 12 temporadas.

### Selección Argentina
Jugó dos Campeonatos Sudamericanos: Cúcuta 1955 donde terminó en la cuarta ubicación, y Santiago de Chile 1958, también repitiendo el cuarto puesto.
Participó en el Campeonato Mundial de Chile 1959 donde terminó en el décimo puesto.
Como mundialista disputó 6 partidos y promedió 14,5 puntos.
Con la Selección Nacional, disputó en total 26 partidos, con 16 triunfos y 10 derrotas.

### Entrenador
Debutó como entrenador en San Lorenzo en el año 1969 donde dirigiría ininterrumpidamente hasta el año 1976 y consiguiendo cinco títulos.
Tuvo un breve periodo como entrenador de Bet Am (Lanús) en 1977. 
Llegó a Boca Juniors en 1978 y dirigió hasta 1985, cuando se retiró.
- Referencias:[4]

## Trayectoria

### Como jugador
| Club          | País      | Año         |
| ------------- | --------- | ----------- |
| Gimnasia (SF) | Argentina | 1952        |
| Unión (SF)    | Argentina | 1953        |
| Gimnasia (SF) | Argentina | 1954        |
| San Lorenzo   | Argentina | 1955 - 1967 |

### Como entrenador
| Club           | País      | Año         |
| -------------- | --------- | ----------- |
| San Lorenzo    | Argentina | 1969 - 1976 |
| Bet Am (Lanús) | Argentina | 1977        |
| Boca Juniors   | Argentina | 1978 - 1985 |

## Selección Argentina
Parizzia fue miembro de la selección de básquetbol de Argentina en diversas ocasiones, integrando el plantel que participó del Campeonato Mundial de Baloncesto de 1959, de los Juegos Panamericanos de 1955 donde obtuvo la medalla de Plata al ser subcampeón y de los Campeonatos Sudamericanos de Baloncesto de 1955 y 1958.

## Palmarés

### Como jugador
| Título                                      | Club        | País      | Temporada              |
| ------------------------------------------- | ----------- | --------- | ---------------------- |
| Campeonato Argentino de Clubes              | San Lorenzo | Argentina | 1958                   |
| Campeonato de la Asociación de Buenos Aires | San Lorenzo | Argentina | 1956, 1957, 1959, 1960 |
| Torneo Apertura                             | San Lorenzo | Argentina | 1957, 1958, 1966       |
| Torneo Metropolitano                        | San Lorenzo | Argentina | 1956                   |

### Como entrenador
| Título                                      | Club        | País      | Temporada        |
| ------------------------------------------- | ----------- | --------- | ---------------- |
| Campeonato de la Asociación de Buenos Aires | San Lorenzo | Argentina | 1971, 1973       |
| Torneo Metropolitano                        | San Lorenzo | Argentina | 1969, 1970, 1971 |